# Ілюзія Цельнера
Ілюзія Цельнера — класична оптична ілюзія, відкрита німецьким астрофізиком І. Целльнером. У 1860 році Целльнер описав своє відкриття в листі до німецького фізика І. К. Поггендорфа, що був редактором «Annalen der Physik und Chemie», який згодом відкрив аналогічну ілюзію (ілюзія Поггендорфа), на малюнку зі статті Целльнера.
На цьому малюнку довгі лінії здаються не паралельними, але насправді вони паралельні. Короткі лінії створюють кут з довгими, цей кут допомагає створити враження, що один кінець довгої лінії ближче до нас, ніж інший. Це явище подібне до ілюзії Вундта .
Якщо цю картинку представити в зеленому кольорі на червоному тлі, і при цьому червоний та зелений однаково яскраві, то ілюзія зникає.
Ця ілюзія схожа на ілюзію Герінга, ілюзію Поггендорфа та ілюзію Мюллера-Лаєра. Всі ці ілюзії демонструють ефект спотворення ліній..

Ілюзія Цельнера